# Angakkuq

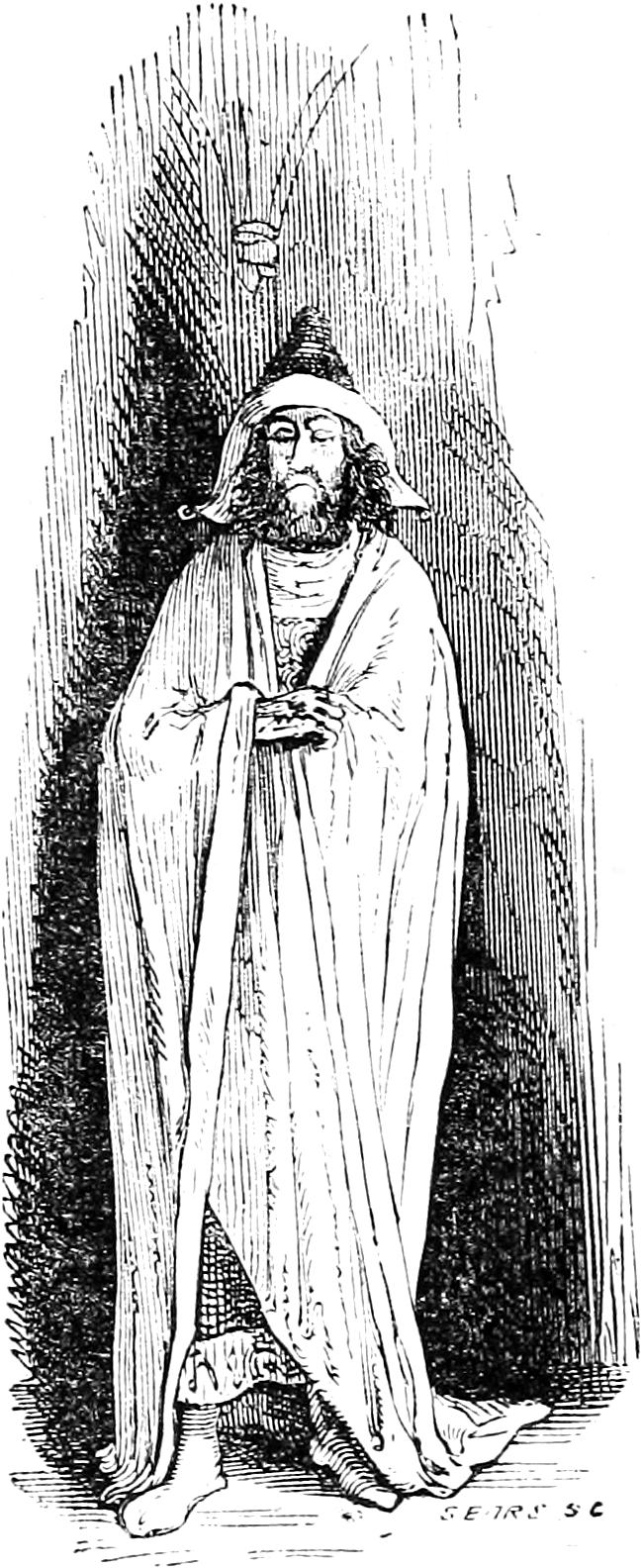
Angakkuq na ilustracji z Dictionnaire Infernal (wydanie z 1863)

Angakkuq (l.m angakkuit; w sylabiariuszu inuktitut ᐊᖓᑦᑯᖅ; inuwialuktun angatkuq; inupiak: aŋatkuq; gren. angakkoq, l.m angakkut) – nazwa odnosząca się do osoby pełniącej w kulturze Inuitów rolę odpowiadającą roli medicine mana.
Według religii Inuitów pierwszy angakkuq był osobą trzeciej płci znaną jako Itijjuaq i odkrył pierwszy amulet.
Angakkuqiem mogli zostać zarówno mężczyźni, jak i kobiety, choć kobiety czyniły to rzadziej. Bycie angakkuqiem można było odziedziczyć po ojcu (w takim przypadku ojciec przygotowywał syna do pełnienia tej roli), zdarzało się też, że szaman przepowiadał, iż konkretne dziecko będzie pełnić ów rolę w dorosłości.